# Dècada del 1420
La dècada del 1420 comprèn el període que va des de l'1 de gener del 1420 fins al 31 de desembre del 1429.

## Esdeveniments
- Guerra dels Hussites
- Centralització creixent a la Xina
- Suposats viatges xinesos cap Amèrica

## Personatges destacats
- Enric VI d'Anglaterra
- Joana d'Arc